# 阿洛伊修斯·里利乌斯
阿洛伊修斯·里利乌斯（拉丁語： 1510年—1576年）意大利医生、天文学家、哲学家、年代学家，1582年创建格里高利历提议的主要发起人。里利乌斯改革了儒略历制定的历法，由教皇格列高利十三世在1582年颁行，后来得以逐步在全世界范围内通行。